# 最強の詩
『最強の詩』（さいきょうのうた）は、宮田大介による日本のラグビー漫画。ウェブコミック配信サイト『少年ジャンプ+』（集英社）にて、2023年9月29日から金曜更新で連載中。
単行本第1巻が発売された際には、松本直也からコメントとイラストが、単行本第2巻では田畠裕基からコメントが寄せられた。

## あらすじ
市立陸善高校ラグビー部は完璧な一団の存在によって、勝利を目指さない部になった。そんな部に山田金山（やまだ きんざん）が入ったことで変わっていく。

## 登場人物

### 市立陸善高校ラグビー部
山田金山（やまだ きんざん）
主人公。1年。志米村での平穏に飽きたことから中学卒業後、市立陸善高校に入学。喧嘩相手になるとして同校ラグビー部に入部。新入生の体力テストで全種目記録更新するほどの怪力で猪突猛進でプレーする。村にいたころは猪狩りや薪割りを手伝っていた。
夏目澄司（なつめ きよし）
3年。チームの主将。ポジションはスタンドオフ(SO)。完璧な一団と対戦したことで自信を失うが金山の影響で取り戻していく。
春間太一（はるま たいち）
2年。ポジションはセンター(CTB)。嶺南戦で活躍した金山を称える。
明楽基（みょうらく もとい）
2年。ポジションはセンター(CTB)。引っ越しのバイトが忙しくて、なかなか部活に参加していなかった。完璧な一団である双子の兄・朔と桧に劣等感を持っており、草猷館との試合を断るように言うが金山等とのマッチアップで考えを改める。
市川灯士（いちかわ とうし）
3年。ポジションはフランカー(FL)。髪を染めている。
丸岡吉次（まるおか よしつぐ）
3年。ポジションはロック(LO)。おにぎり頭。
珠生花緒（たまき はなお）
3年。同部の女子マネージャー。金山の力を認めて同校ラグビー部に入部させるように夏目に促す。長髪オレンジ色。巨乳。
岸（きし）
副顧問。元プロラグビー選手で眼鏡をかけて、Tバックを履いている。他教師と揉めるほど考えが厳しく当初金山の入部を認めなかったが、金山に投げ飛ばされたことで入部を認める。

### 嶺南高校ラグビー部
三國充吾（みくに じゅうご）
3年。『極東の赤虎』の異名を持つの完璧な一団の一員でポジションはフランカー(FL)。タックルに絶対の自信を持っている。怪我明けの2軍戦で陸善と対戦して、夏目を挑発するほど気が荒いが金山に複数回タックルを弾かれたことで力を認めて仲良くなる。おはぎが好きでうどんに付いてないと文句を言うほど。
百道左京（ももち さきょう）
2年。『鋼牛』の異名を持つ完璧な一団の一員でポジションはプロップ(PR)。完璧な一団の最年少にして最多出場の記録を持つ。
音路蓮太郎（ねろ れんたろう）
3年。完璧な一団の一員でポジションはウイング(WTB)。日本屈指の俊足WTB
朳千歳（えぶり ちとせ）
3年。嶺南高校ラグビー部主将。ポジションはフッカー(HO)。三人の完璧な一団を擁する中で強豪嶺南の主将を務める。
瀬野クロエ（せの クロエ）
2軍の女子コーチ。挑発する三國を諫めている。
箱崎拓哉（はこざき たくや）
嶺南高校ラグビー部監督。

### 草猷館高校ラグビー部
明楽朔（みょうらく さく）
3年。完璧な一団の一員でポジションはセンター(CTB)。眼鏡をかけていて短髪。
明楽桧（みょうらく かい）
3年。完璧な一団の一員でポジションはセンター(CTB)。朔同様眼鏡をかけていて長髪。

### 博多東高校ラグビー部
橘侃士（たちばな かんじ）
3年。完璧な一団の主将で世界最高の男と呼ばれている。ポジションはフルバック(FB)。

### その他の人物
籠山誠治（こみやま せいじ）
西福スポーツの記者。タバコを吸う。

## 用語解説
完璧な一団（パーフェクト・スカッド）
U-15ラグビーワールドカップ制覇した日本代表の一員を世界から呼ばれた愛称。福岡市内の高校に12名いる。
市立陸善高校
金山らが通う福岡市内にある高校。同校ラグビー部は勝利を目指さない部(通称ゆる部)になっていたが、金山が入部したことで変わっていく。ラグビー部の人数は24人。
志米村（しめむら）
超絶限界集落で山田金山が中学卒業まで暮らしていた。
滝のうどん
うどん屋。嶺南高後に陸善部員で行った。
4校合同試合
毎年嶺南・博多東・草猷館と他1校で総当たりでやるラグビー合同試合。今年は陸善が加わった。

## 書誌情報
- 宮田大介『最強の詩』 集英社〈ジャンプ・コミックス〉、既刊5巻（2025年4月4日現在）
  1. 2024年3月4日発売[3][5]、ISBN 978-4-08-884012-3
  2. 2024年6月4日発売[6]、ISBN 978-4-08-884158-8
  3. 2024年9月4日発売[7]、ISBN 978-4-08-884280-6
  4. 2024年12月4日発売[8]、ISBN 978-4-08-884359-9
  5. 2025年4月4日発売[9]、ISBN 978-4-08-884533-3